# Plagiochila exigua
Plagiochila exigua är en bladmossart som först beskrevs av Thomas Taylor, och fick sitt nu gällande namn av Thomas Taylor. Plagiochila exigua ingår i släktet bräkenmossor, och familjen Plagiochilaceae. Arten har ej påträffats i Sverige. Inga underarter finns listade i Catalogue of Life.